# 佐藤 (浜松市)
佐藤（さとう）は、静岡県浜松市中央区の町名で、現行行政地名は佐藤一丁目から佐藤三丁目。住居表示実施済み。

## 地理
浜松市中央区中心部の東寄りに位置する。主に住宅地から成る。また町域内には六間道路、柳通り、船越バイパス（丸塚バイパスとも呼ばれる）など幾つかの幹線道路がはしっており、幹線道路沿いに飲食店や商店などが立ち並ぶ。近年柳通り沿いに高層マンションが立つ。

## 歴史

### 町名の由来
天竜川原の砂礫の土地を磯部嘉右衛門が開墾したことから、磯部と呼ばれていた。磯部の娘が佐藤義明と結婚して新家をおこした。佐藤家は磯部家よりも勢力が強くなったため、佐藤と呼ぶようになっていった。

### 沿革
- 1925年5月1日 -  地籍整理により、大字佐藤一色から佐藤町に町名変更を実施。大字福地・大字馬込・大字船越一色の各一部を編入。大字佐藤一色の内、新栄地区は天神町へ編入[書籍 2]。
- 1990年7月1日 - 佐藤町の一部を船越町へ編入[WEB 1]。
- 1994年11月1日 - 住居表示を実施するとともに、町名を佐藤町から佐藤へ変更。また、一丁目～三丁目の丁番がつけられる[WEB 1]。
- 2007年4月1日 - 浜松市が政令指定都市となる。佐藤は中区の一部となる。
- 2024年1月1日 - 浜松市の行政区再編により、佐藤は中央区の一部となる。

## 世帯数と人口
2018年（平成30年）12月1日現在の世帯数と人口は以下の通りである。
| 丁目       | 世帯数    | 人口    |
| ---------- | --------- | ------- |
| 佐藤一丁目 | 1,086世帯 | 2,429人 |
| 佐藤二丁目 | 591世帯   | 1,278人 |
| 佐藤三丁目 | 265世帯   | 558人   |
| 計         | 1,942世帯 | 4,265人 |

## 小・中学校の学区
市立小・中学校に通う場合、学区は以下の通りとなる。
| 丁目       | 番・番地等 | 小学校             | 中学校             |
| ---------- | ---------- | ------------------ | ------------------ |
| 佐藤一丁目 | 全域       | 浜松市立佐藤小学校 | 浜松市立丸塚中学校 |
| 佐藤二丁目 | 全域       | 浜松市立佐藤小学校 | 浜松市立丸塚中学校 |
| 佐藤三丁目 | 全域       | 浜松市立佐藤小学校 | 浜松市立丸塚中学校 |

## 施設
- 浜松市立佐藤小学校（佐藤二丁目）
- 静岡県西遠女子学園中学校・高等学校（佐藤三丁目）
- スクロール本社（佐藤二丁目）
- 三澤病院（佐藤三丁目）
- 浜松いわた信用金庫東支店

## その他

### 警察
警察の管轄は以下の通りである。
| 丁目       | 番・番地等 | 小学校       | 中学校     |
| ---------- | ---------- | ------------ | ---------- |
| 佐藤一丁目 | 全域       | 浜松東警察署 | 向宿町交番 |
| 佐藤二丁目 | 全域       | 浜松東警察署 | 向宿町交番 |
| 佐藤三丁目 | 全域       | 浜松東警察署 | 向宿町交番 |

### 消防
消防の管轄区域は以下の通りである。
| 番・番地等 | 消防署   | 本署/出張所 |
| ---------- | -------- | ----------- |
| 全域       | 中消防署 | 相生出張所  |

### 書籍
1. ↑  『輝くいなほ はたの音』浜松市東部公民館、1988年3月31日、46頁。
2. ↑  『浜松市史 三』浜松市役所、1980年3月26日、354,356頁。

### WEB
1. 1 2  “zissizennzi.pdf”.   浜松市 (2024年1月4日). 2024年7月2日閲覧。
2. ↑  “消防署の町別管轄「さ」／浜松市”.   浜松市 (2020年3月25日). 2024年7月2日閲覧。

1. ↑  統計情報：土地・気象 - 町・字別面積(平成22年3月16日公表版) - 浜松市. 2018年12月14日閲覧 (PDF)
2. 1 2  “区別・町字別世帯数人口一覧表”.   浜松市 (2018年12月5日). 2018年12月13日閲覧。
3. ↑  “郵便番号”.  日本郵便. 2018年12月13日閲覧。
4. ↑  “市外局番の一覧”.   総務省. 2018年12月13日閲覧。
5. ↑  “住居表示実施状況”.   浜松市 (2018年1月4日). 2018年12月13日閲覧。
6. ↑  “小・中学校の通学区域”.   浜松市. 2018年12月13日閲覧。
7. ↑  “交番・駐在所案内”.   浜松東警察署. 2018年12月13日閲覧。